# 仙台南警察署
仙台南警察署（せんだいみなみけいさつしょ）は、宮城県警察が管轄する警察署のひとつである。
県内有数の大規模警察署であり署長は警視。

## 管轄区域
- 仙台市太白区

## 所在地
- 仙台市太白区長町六丁目2番7号

## 沿革
- 1944年 - 開署。
- 1993年（平成5年）- 若林区堰場より現在地に移転[1]。
- 2011年（平成23年）- 東日本大震災の避難誘導中に津波に飲まれ警察官1名が殉職。
- 2019年（平成31年）4月1日 - 仙台市若林区を新設の若林警察署に移管。

## 内部組織
- 会計課
  - 会計係

- 警務課
  - 警務係
  - 相談係
  - 被害者支援係

- 留置管理課
  - 留置管理係

- 生活安全課
  - 生活安全係
  - 営業保安係
  - 少年・生活安全捜査係

- 地域課
  - 地域係
  - 自動車警ら第一係
  - 自動車警ら第二係
  - 自動車警ら第三係

- 刑事第一課
  - 捜査庶務係
  - 地域指導係
  - 捜査第一係
  - 捜査第二係
  - 鑑識係

- 刑事第二課
  - 捜査庶務係
  - 知能犯係
  - 組織犯罪対策係

- 交通課
  - 交通指導係
  - 交通事故捜査係
  - 許認可係

- 警備課
  - 警備係

## 交番
- 長町交番（仙台市太白区長町南一丁目1番22号）
- 郡山交番（仙台市太白区郡山四丁目8番21号）
- 南仙台交番（仙台市太白区中田五丁目3番20号）
- 東中田交番（仙台市太白区袋原六丁目1番2号） - 2014年8月、袋原地区に設置。東中田の大半は南仙台交番の管轄。
- 八木山交番（仙台市太白区八木山香澄町3番31号）
- 西多賀交番（仙台市太白区富沢二丁目20番17号）
- 山田交番（仙台市太白区山田上ノ台町7番77号）

## 駐在所
- 生出駐在所（仙台市太白区茂庭字中ノ瀬中23番地の3）
- 茂庭台駐在所（仙台市太白区茂庭台四丁目1番1号）
- 湯元駐在所（仙台市太白区秋保町湯向29番地の21）

## 備考
仙台南警察署には、防犯ソング「仙台南署防犯ソング」と、正しい110番のかけ方をPRする「パトちゃんのラブコール」という歌があり、全国初であることをPRしている。「パトちゃん～」については、外部向けにCD（実際にはCD-Rであった）を販売していたことがある。この曲は「ブラックワイドショー」でも紹介された。